# Conatus
Conatus (lat. cōnātus (vom Verb cōnāri) für Anstrengung, Bemühen, Streben) ist ein philosophischer Terminus, der die innere Neigung einer Sache bezeichnet, überhaupt oder hinsichtlich einer spezifischen Eigenschaft weiter zu bestehen (Persistenz, Selbsterhalt) oder größer zu werden. Conatus kann sich auf mentale oder materielle Gegenstände beziehen, etwa auf den instinktiven „Wunsch zu leben“ oder auf unterschiedliche Typen von Bewegung und Trägheit. Physikalische und allgemeinere Verwendungsweisen sind oft schwer unterscheidbar.

## Antike
Der Ausdruck wird seit der Antike in der philosophischen Psychologie, Metaphysik und Physik verwendet; der lateinische Ausdruck hat bereits griechische Entsprechungen. Namentlich wird hier der Ausdruck ὁρμή (hormê, lat. meist als impetus übersetzt) gebraucht, insbesondere bei Stoikern und Peripatetikern. Dieser bezeichnet die Bewegung der Seele in Richtung auf einen Gegenstand als Ursache einer Handlung.
Sowohl Aristoteles als auch später Marcus Tullius Cicero und Diogenes Laertius wiesen auf eine Bindung zwischen dem conatus und anderen Gefühlen hin, wobei ihrer Meinung nach der erstere die letzteren einleitet. So behaupteten sie zum Beispiel, dass Menschen nicht etwas tun wollen, weil sie es für „gut“ befinden, eher befinden sie etwas für „gut“, weil sie es tun wollen, mit anderen Worten: Der Grund für menschliches Erstreben ist eine natürliche Neigung des Körpers, seine Wünsche in Übereinstimmung mit den Prinzipien des conatus zu erfüllen.
Bei Cicero und Laertios wird darüber hinaus das Streben nach Selbsterhaltung bei nichtmenschlichen Individuen als conatus bezeichnet.

## Mittelalter
Johannes Philoponus kritisiert den aristotelischen Bewegungsbegriff, wobei er insbesondere bei der Analyse von Projektilbewegungen ansetzt; er legt keine kausale Wirksamkeit umgebender Raumteile zugrunde, sondern eine Bewegungstendenz im Körper selbst – die er conatus nennt. Im Unterschied zum modernen Trägheitsbegriff wird aber dabei eine „inhärente Kraft“ unterstellt. (s. hierzu und zum Folgenden auch Geschichte der Physik)
Die arabischen Philosophen verwenden in einem dem lat. conatus oftmals sehr ähnlichem Sinne zum Beispiel den Terminus i'timād; so etwa einige Mu'taziliten und Avicenna bei der Analyse der Tendenz materieller Körper, nach unten zu fallen. Averroes und andere verteidigen die klassische aristotelische Konzeption gegen Johannes Philoponus. Ibn al-Haytham (Alhazen) aber verteidigt letzteren und entwickelt einen Begriff, der dem modernen Trägheitsbegriff nahekommt; sein Zeitgenosse Avicenna einen Begriff, welcher dem modernen (newtonschen) Impulsbegriff nahekommt: es besteht Proportionalität zum Produkt aus Masse und Geschwindigkeit.
Thomas von Aquin, Duns Scotus, Dante Alighieri und andere verwenden conatus synonym zu velle, vult (voluntas), appetitus und deren Ableitungen, womit ebenfalls eine Beschränkung auf beseelte Tiere einhergeht. Thomas verbindet, wie auch Abravanel, den Conatus-Begriff mit dem augustinischen Konzept einer natürlichen Bewegung oder eines natürlichen Verharrens in einer Zwischenposition, was als „amor naturalis“ (natürliche Zuneigung) bezeichnet wird.
Johannes Buridanus entwickelt einen impetus-Begriff, welcher dem modernen Impulsbegriff nahekommt und zum Beispiel auch nichtlineare Bewegungen (insbesondere Kreisbewegungen) einschließt, hält aber noch an vielen Komponenten der aristotelischen Naturphilosophie fest, etwa der These eines fundamentalen Unterschiedes zwischen ruhendem und bewegtem Gegenstand.

## Neuzeit

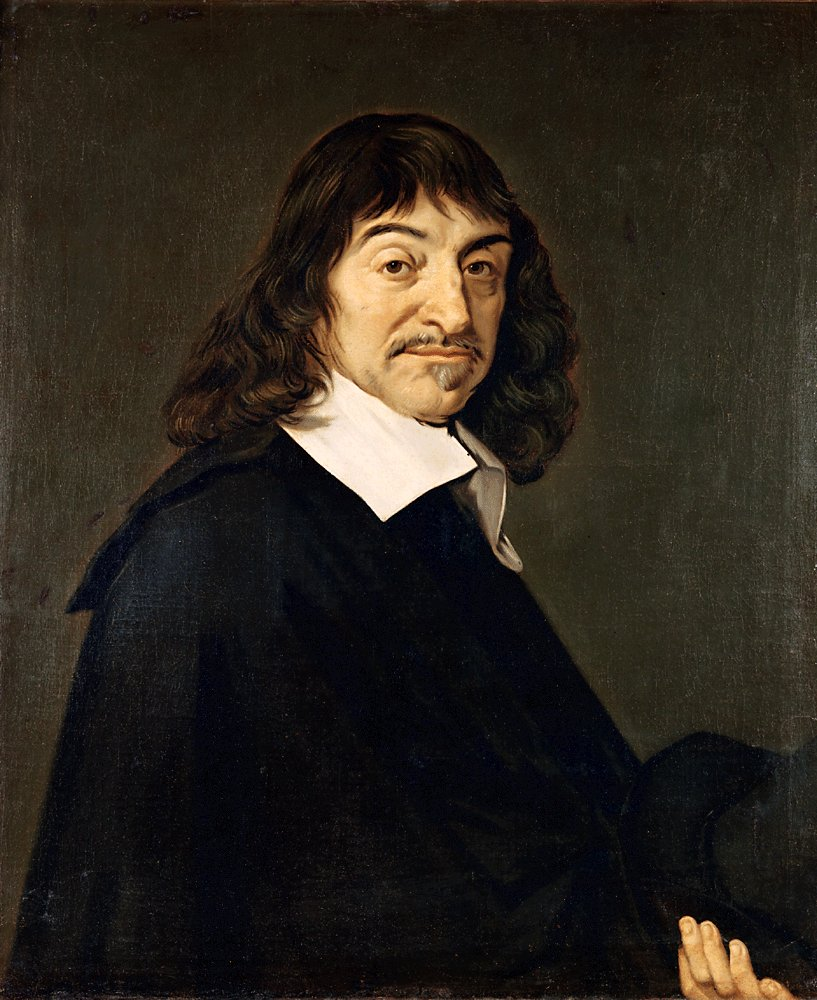
René Descartes

In der ersten Hälfte des 17. Jahrhunderts entwickelte René Descartes seine Interpretation des conatus, den er als „handelnde Kraft oder Neigung, sich zu bewegen, von Körpern, die die Kraft Gottes wiedergibt“ bezeichnet. Das entfernt sich von Wortverwendungen im Zusammenhang menschlichen Strebens und auch von der mittelalterlichen Verwendung von conatus als innerer Eigenschaft von Sachen. Für Descartes sind, im Gegensatz zu Buridan, die Bewegung und der Ruhezustand zwei Zustände desselben Dinges, nicht zweier verschiedener.
Besonders bekannt sind auch die Conatus-Theorien anderer wichtiger Philosophen der frühen Neuzeit, wie zum Beispiel Spinoza, Gottfried Leibniz und Thomas Hobbes. Im Rahmen einer oft als pantheistisch bezeichneten Theorie, wie sie Spinoza entwirft, kann der Conatus-Begriff mit dem göttlichen Willen verbunden werden. Besonders in dualistischen Rahmentheorien, wie sie etwa Descartes entwickelt, kann zwischen psychischen und materiellen Hinsichten des Conatus-Begriffs, auch in Anwendung auf Bewegungsvorgänge, unterschieden werden.
Leibniz versteht den Willen als Neigung oder Streben (conatus) weg vom Für-schlecht- und hin zum Für-gut-Gehaltenen.
Um ungefähr 1600 schreiben dann Bernardino Telesio und Tommaso Campanella auch unbelebten Objekten einen conatus zu.
Auch Theoretiker des 19. und 20. Jahrhunderts sind von dieser Tradition des Conatus-Begriffs noch beeinflusst. Heute wird der Ausdruck conatus in Physik und Technik aber nicht mehr gebraucht. Stattdessen werden Teilaspekte des damit gemeinten durch Termini wie Trägheit oder Impulserhaltung erfasst.

## Sonstiges
Der zeitgenössische Komponist Rainer Kunad gab seinen Werken keine handelsüblichen Opusnummern, sondern versah die meisten seiner Kompositionen mit einer conatum-Zahl.